# La Alamedilla
La Alamedilla – gmina w Hiszpanii, w prowincji Salamanka, w Kastylii i León, o powierzchni 19,34 km². W 2011 roku gmina liczyła 162 mieszkańców.